# 60초!
《60초!》는 스튜디오 Robot Gentleman에서 개발 및 출판한 액션 어드벤처 비디오 게임이다. 그것은을 위해 출시 된 윈도우 2015년 5월 15일 2017년 12월 18일에 닌텐도 스위치,과 2020년 3월 6일에 대한 플레이 스테이션 4와 엑스박스 원 . 이 게임은 60초 후에 핵폭탄 이 폭발하도록 설정되어 있는 교외 마을에서 진행되며, 4인 가족이 정해진 시간 내에 최대한 많은 보급품을 모은다.
이 게임은 원래 유니티 (게임 엔진)에 적합한 게임 엔진인지 확인하기 위한 테스트로 개발되었다. 테스트 확인 후 출시되었다.
60초!의 개선된 버전인 60초! Reatomized는 2019년 7월 25일에 출시되었다.

## 구성
60초!는 1950년대 미국에서 일어난 사건이다. 이 게임은 McDoodle 가족(Ted, Dolores, Mary Jane, Timmy)이 가능한 한 오랫동안 핵 종말의 영향에서 살아남기 위해 노력한다. 힐 밸리 마을의 쌍둥이 남매와 같이 가족이 생존하는 동안 소개된 다른 캐릭터도 있다. Pancake라는 이름의 개는 게임 중에 발견되어 보호소로 가져올 수 있다. 마찬가지로, 미친 과학자와 정부 요원은 Sharikov로 알려진 고양이를 통해 찾을 수 있으며 고양이도 이야기의 어느 시점에서 자신을 복제할 수 있으며 보호소에 더 많은 고양이가 있게 된다. 그가 그들의 대피소 문을 두드리면 돌연변이를 찾을 수 있다. 침입자가 대피소 문에 나타나 스스로를 방어하도록 할 수도 있다.

## 반응
60초! 는 메타크리틱에 따르면 PC 버전에 대해 64/100을 받았다. 메타크리틱은 또한 엑스박스 원 버전에 63/100점을 주었다. 게이머 네트워크는 게임에 4/10점을 줬고 PocketGamer는 게임에 4/5점을 주었다.